# Carezza (sjö)
Carezza är en sjö i Antarktis. Den ligger i Östantarktis. Nya Zeeland gör anspråk på området. Carezza ligger 167 meter över havet.